# Signore dell'Olimpo - Zeus
Signore dell'Olimpo - Zeus (Master of Olympus - Zeus in lingua inglese) è un videogioco gestionale strategico in tempo reale (RTS) sviluppato dalla Impressions Games e pubblicato dalla Sierra On-Line nel 2000. Il videogioco fa parte della serie di Caesar e ne rappresenta una variante in quanto bisogna controllare e gestire la Grecia antica. Il motore grafico è una versione migliorata di quello utilizzato in Caesar III, videogioco prodotto nel 1998.

## Modalità di gioco
Essendo il gioco ambientato in una versione mitica dell'antica Grecia, con tanto di dei del suo pantheon e dei leggendari mostri della sua mitologia, esso è poco storicamente accurato. Come sovrano di una città stato greca (come era effettivamente composta l'antica Grecia), il giocatore deve gestirla come meglio può, oltre che a condurre un atteggiamento diplomatico (che sia pacifico o aggressivo) con le altre città stato. La città stato sarà puntualmente attaccata dai disastri naturali che si presentano sotto forma di mostri, i quali andranno affrontati dagli eroi messi a disposizione. Ovviamente, sarà anche importante venerare come si deve gli dei dell'Olimpo, i quali, oltre a richiedere le loro attenzioni come nel classico Caesar III, affideranno al giocatore anche delle imprese, ognuna delle quali andrà compiuta all'eroe ad essa tradizionalmente collegata. Ognuna delle 14 divinità (Zeus, Poseidone, Ade, Demetra, Atena, Artemide, Apollo, Ares, Efesto, Afrodite, Ermes e Dioniso) può dare al giocatore una tra le sue due imprese: ad esempio, Ade può chiedere a Perseo di recuperare il suo Elmo dell'Invisibilità, o a Teseo di rubare l'Ambrosia.
Il gioco è formato da una serie di avventure a episodi basate sulla storia, formate da obiettivi specifici, e da una modalità Sandbox, una partita aperta nella quale non ci sono obiettivi veri e propri e divisa in Economica, Libera e Militare. Le campagne sono Zeus ed Europa, Perseo e Medusa, Atene nei Secoli, I viaggi di Giasone, Le Fatiche di Ercole, La guerra del Peloponneso e La guerra di Troia, alle quali si aggiunse poi L'Odissea (parte dell'Enhancement Pack, che poteva essere scaricato gratuitamente dal sito ufficiale).
Gli eroi sono necessari per distruggere un mostro che sta attaccando la città, ma anche per completare un'impresa. Per evocarne uno, è necessario soddisfare alcuni prerequisiti. Gli eroi sono Achille, Eracle, Giasone, Odisseo, Perseo e Teseo. I mostri presenti (ognuno associato a una divinità e ad un eroe) sono il ciclope, il kraken, Cerbero, Medusa, l'Idra di Lerna, il cinghiale calidonio, Scilla, il drago, Talo, Ettore, il Minotauro e le Menadi.

## Doppiaggio
La voce narrante è doppiata da Riccardo Lombardo, mentre il resto dei personaggi è doppiato da Marco Balbi, Silvano Piccardi, Luca Sandri, Giorgio Melazzi e Jasmine Laurenti.

## Accoglienza
| Testata                          | Giudizio |
| -------------------------------- | -------- |
| Metacritic (media al 31-01-2020) | 87/100   |
| Eurogamer                        | 9/10     |
| IGN                              | 9.1/10   |
| GamePro                          | 4/5      |
| CGW                              | 3,5/5    |
| PC Gamer                         | 83%      |
| Computer Games Magazine          | 4/5      |
| Next Generation                  | [ 10 ]   |

Il gioco ha avuto un'accoglienza molto positiva. Jason Samuel della rivista Next Generation gli ha assegnato quattro stelle su cinque, dichiarando: "è generalmente semplice, dal gameplay messo al posto giusto e, soprattutto, divertente. Da non perdere." Stephen Butts di IGN ha dichiarato: "ho dovuto staccarmi dal gioco per scrivere la recensione" Il gioco ha però ricevuto critiche sulle meccaniche di combattimento e di guerra.
Nel maggio del 2012, il gioco è stato ripubblicato su GOG.com insieme al pacchetto di espansione Signore di Atlantide - Poseidon, con entrambe le versioni riunite nel pacchetto Acropolis.
Nel 2018, Alice Bell di Rock, Paper, Shotgun ha incluso il gioco nella serie "Have You Played" del sito, descrivendolo come "il perfetto equilibrio tra bellezza, difficoltà, dettagli e battute."

## Signore di Atlantide - Poseidon
Signore di Atlantide - Poseidon (Master of Atlantis - Poseidon in lingua inglese) è l'espansione ufficiale del gioco pubblicata nel 2001.
La sua aggiunta principale è l'inserimento delle divinità di Atlantide, delle sue avventure scritte da Platone e delle sue tipiche costruzioni, inclusi i musei, le biblioteche, le piramidi in onore degli dei e gli osservatori astronomici; inoltre, mentre i greci avevano teatri e luoghi simili, la civiltà di Atlantide risulta concentrata sullo sviluppo tecnologico. L'espansione aggiunge anche le divinità Era e Atlante, i due nuovi eroi Atalanta e Bellerofonte, nuovi mostri (la Chimera, la Sfinge, Echidna e le Arpie), nuovi nemici invasori (Egiziani, Maya, Fenici, Oceanidi e Atlantidei), varie nuove avventure (La nascita di Atlantide, L'Illuminismo in Occidente, La vita nel Mediterraneo, La rinascita di Atlantide, Preto e Bellerofonte e Lo scontro fra due mondi, alle quali si aggiunse poi Rich Man's Blues, scaricabile gratuitamente dal sito ufficiale) e anche un editor di mappe, seppur già disponibile gratuitamente sul sito di Impressions (era presente nell'Enhancement Pack assieme a L'Odissea).